# 가압류
가압류(假押留, 영어: provisional seizure/attachment)란 금전채권이나 금전으로 환산할 수 있는 청구권을 그대로 두면 강제집행이 곤란하게 될 때 미리 채권에 대해 동산이나 부동산에 대해 압류하여 미래의 강제집행을 가능케 하기 위한 제도이다. 가압류 명령은 제소명령에 의해 설정된 기간이 지났거나 사정변경이 있는 경우 또는 담보의 제공이 있을 시 채무자의 신청에 의해 종국판결로써 취소될 수가 있다.

## 의의
가압류는 집행보전절차 가운데 하나이다. 근현대법 체제에서는 자력구제가 인정되지 않기 때문에 채권자가 채무자로부터 채권의 만족을 얻기 위하여는 반드시 법이 정하는 절차에 따라야 한다. 그러한 절차가 바로 민사소송과 강제집행이다. 그러나 채권자가 금전채권을 가지고 있는 경우에, 채무자를 상대로 소송을 진행하여 승소판결을 얻는다고 하더라도 채무자에게 그러한 승소판결을 집행할 재산, 즉 책임재산이 없다면 강제집행을 하여도 만족을 얻을 수 없게 된다. 따라서 채권자는 민사소송이나 강제집행절차를 수행하기 이전에 채무자의 재산이 은닉되거나 매각, 낭비 등에 의해 없어지는 것을 사전에 막아야 될 필요성이 있다. 가압류는 금전채권의 집행을 보전하기 위하여 도입된 법제도이다. 이에 비하여 가처분은 특정물 채권의 집행을 보전하기 위한 다툼의 대상에 관한 가처분과 권리의 현상을 보전하기 위한 임시의 지위를 정하기 위한 가처분의 두 가지가 있다.

## 가압류 집행

### 가압류집행의 효력
가압류는 민사집행법의 규정에 의한다. 우선권을 가지고 있는 채권자, 즉 담보권자는 스스로 집행권원 없이도 경매를 신청하는 것이 가능하므로 가압류를 할 필요가 없다. 거꾸로 말하면 가압류채권자에게 어떠한 우선권이 부여되는 것은 아니고, 따라서 다른 채권자가 가압류의 목적물에 대하여 강제집행을 실시하는데 영향이 없다. 그러나 가압류를 한 채권자는 배당요구를 할 수 있고, 집행개시 전에 가압류가 집행된 경우에는 배당요구가 없어도 가압류채권자에게 배당할 금액을 공탁한다. 이 금액은 후에 가압류채권자가 본안소송에서 승소하면 배당받을 금액으로 되나, 가압류 채권자가 패소하더라도 다른 채권자들에 대해 재배당을 하는 것은 아니다.(대한민국 민사집행법 제160조 제1항 2호 등)

## 판례
- 채권의 가압류는 채무 그 자체를 면하는 것이 아니므로 그 채권의 이행기가 도래하면 그 지체책임을 지게 된다.[1]
- 채권양도 통지와 채권 가압류결정 정본이 같은 날 도달되었는데 그 선후관계에 대하여 달리 입증이 없으면 동시에 도달된 것으로 추정한다[2].
- 가압류의 집행보전의 효력이 존속하는 동안 가압류에 의한 시효중단의 효력이 계속된다[3].

## 같이 보기
- 채권 (법률)
- 유치권
- 압류
- 추심
- 전부명령
- 무수익여신(en:Non-performing loan, NPL, 부실채권)